# Luigi Melegari
Luigi Amedeo Melegari (Meletole, 19 febbraio 1805 – Berna, 22 maggio 1881) è stato un politico, diplomatico e giurista italiano, patriota del risorgimento.
Suo figlio Giulio Melegari fu un noto diplomatico, sua figlia Dora Melegari fu scrittrice.

## Biografia

### L'ambiente familiare e l'ingresso nella Carboneria
Nato a Meletole, frazione di Castelnovo di Sotto (RE) da contadini di modesta condizione, Luigi Amedeo Melegari compie gli studi preliminari presso uno zio canonico, per poi laurearsi in giurisprudenza all'Università di Parma.
Tornato nei suoi luoghi d'origine, prende contatti con la locale carboneria e, nel 1831, è tra i promotori dei moti di Reggio Emilia. Arrestato nell'aprile dello stesso anno viene assolto, ma la situazione lo induce alla scelta dell'esilio in Francia.

### L'adesione al mazzinianesimo
Nella città di Marsiglia incontra Giuditta Bellerio, compagna di insurrezione e d'esilio, attraverso la quale entra in contatto con Giuseppe Mazzini; ben presto la frequentazione con Mazzini si farà assidua, divenendone uno dei più fedeli ed intimi collaboratori.
Melegari è tra i fondatori della "Giovine Italia" e, trasferitosi in Svizzera, sarà tra i cinque rappresentanti italiani, con Mazzini, Bianco, Rosales e Ruffini, a firmare il "Patto di Berna", cioè l'atto di fondazione della "Giovine Europa", il 15 aprile 1834.
Probabilmente deluso dai continui fallimenti dei moti insurrezionali, Melegari si allontana gradatamente dalle idee mazziniane, fino ad assumere posizioni liberaldemocratiche e costituzionali.

### Carriera universitaria
Nel 1840 inizia la sua esperienza di docente, prima all'Accademia di Losanna, dove tiene corsi di economia politica, filosofia del diritto e diritto internazionale e, dal 1848, all'Università di Torino, dove assume la cattedra di diritto costituzionale, mantenendola fino al 1860.

### Carriera politica e diplomatica
La sua carriera politico-istituzionale inizia nel 1849 come deputato, per divenire senatore nel 1862. Ricopre anche importanti incarichi diplomatici quali la carica di Segretario generale del Ministero degli Esteri (1862 e 1867) e, successivamente l'incarico di "Ministro d'Italia a Berna", che ricoprirà ininterrottamente fino alla morte. Per un breve periodo (1876-1877) viene chiamato dal Presidente del Consiglio Agostino Depretis a guidare il dicastero degli esteri.